# Еміль Мбу
Еміль Мбу (фр. Emile Mbouh, нар. 30 травня 1966) — камерунський футболіст, що грав на позиції півзахисника, флангового півзахисника.
Виступав, зокрема, за клуб «Віторія» (Гімарайнш), а також національну збірну Камеруну.

## Клубна кар'єра
У дорослому футболі дебютував 1984 року виступами за команду «Юніон Дуала», в якій провів один сезон. 
Згодом з 1986 по 1990 рік грав у складі команд «Діамант» (Яунде), «Гавр» та «Шенуа».
Своєю грою за останню команду привернув увагу представників тренерського штабу клубу «Віторія» (Гімарайнш), до складу якого приєднався 1990 року. Відіграв за клуб з Гімарайнша наступний сезон своєї ігрової кар'єри.
Протягом 1991—1996 років захищав кольори клубів «Бенфіка Каштелу», «Катар СК» та «Перліс».
Завершив ігрову кар'єру у команді «Сабах», за яку виступав протягом 1999—2000 років.

## Виступи за збірну
У 1985 році дебютував в офіційних матчах у складі національної збірної Камеруну.
У складі збірної був учасником Кубка африканських націй 1986 року в Єгипті, де разом з командою здобув «срібло», Кубка африканських націй 1988 року у Марокко, здобувши того року титул континентального чемпіона, чемпіонату світу 1990 року в Італії, Кубка африканських націй 1990 року в Алжирі, Кубка африканських націй 1992 року у Сенегалі, чемпіонату світу 1994 року у США.
Загалом протягом кар'єри у національній команді, яка тривала 11 років, провів у її формі 44 матчі, забивши 2 голи.

## Титули і досягнення
- Срібний призер Кубка африканських націй: 1986